# 納代什鄉

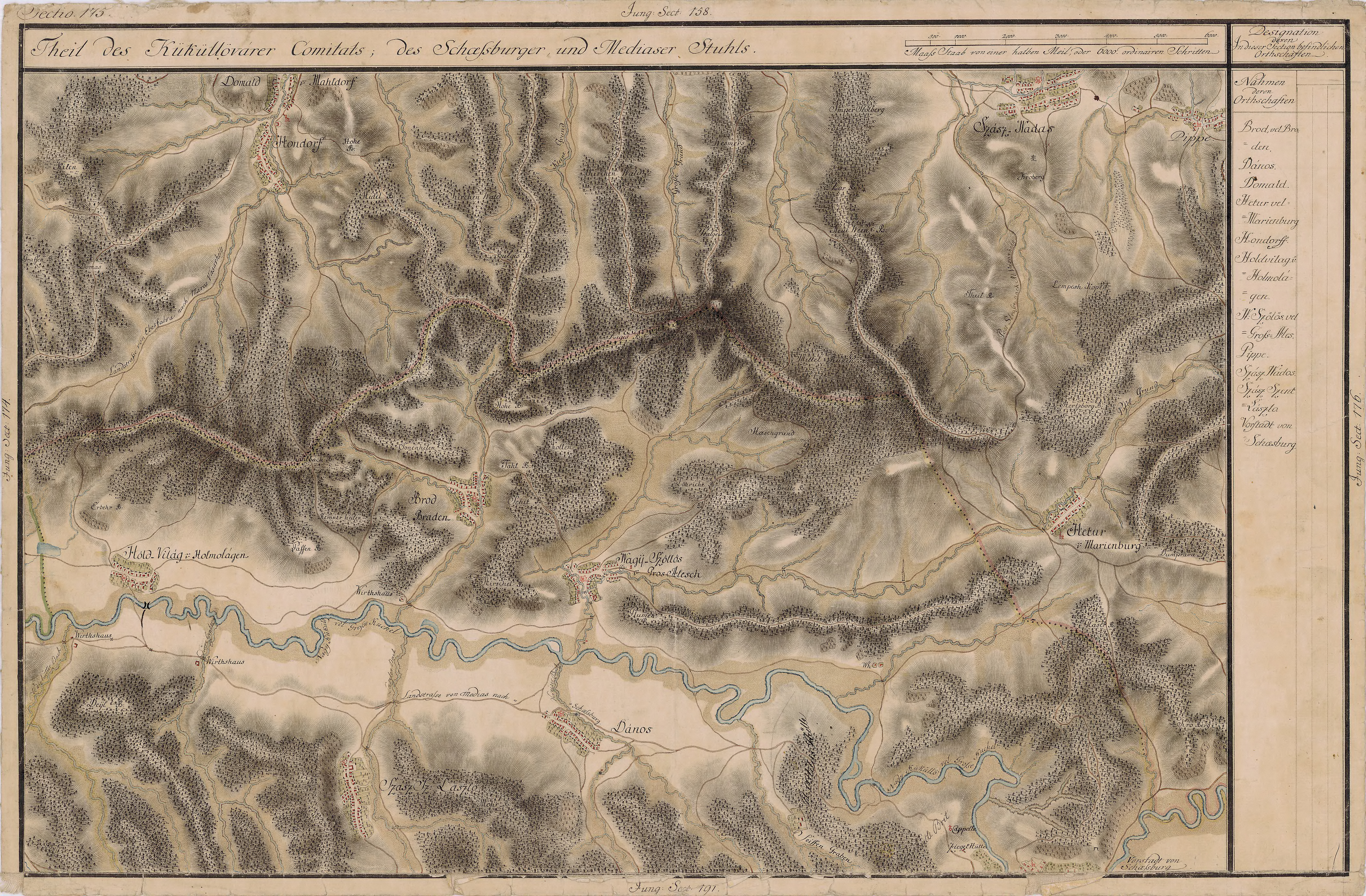

46°19′17″N 24°43′09″E / 46.32139°N 24.71917°E
納代什鄉（羅馬尼亞語：Comuna Nadeș, Mureș），是羅馬尼亞的鄉份，位於該國中部，由穆列什縣負責管轄，面積69平方公里，海拔高度528米，2007年人口2,504，人口密度每平方公里36人。